# جان لوك مودنك
جان لوك مودنك ولد 19 جويلية 1960، في تولوز ، وهو سياسي فرنسي .
عضو في مركز الديمقراطيين الاشتراكيين ، حزب الاتحاد من أجل الحركة الشعبية ثم الجمهوريين ، وهو الحزب الذي تركه في نوفمبر 2022  ، كان عضوًا في المجلس البلدي لتولوز منذ عام 1987، ثم انتخب عمدة للمدينة في عام 2004، بعد استقالة فيليب دوست بلازي ; وتولى هذا المنصب حتى هزيمته في الانتخابات البلدية عام 2008 .

## المذكرات و المراجع
مراجع
1. 1 2  Répertoire national des élus (بالفرنسية), 9 avril 2019, QID:Q63762917 {{استشهاد}}: تحقق من التاريخ في: |publication-date= (help)
2. ↑  Who's Who in France (بالفرنسية), Paris, ISSN:0083-9531, QID:Q5924723
3. ↑  "Jean-Luc Moudenc, le maire de Toulouse, quitte le parti LR : "je souhaite garder ma liberté"". France 3 Occitanie (بfr-FR). 8 Nov 2022. Archived from the original on 2023-11-08. Retrieved 2023-06-22.{{استشهاد ويب}}:  صيانة الاستشهاد: لغة غير مدعومة (link)